# Zach Lapidus
Zach Lapidus (* um 1987 in Portland, Oregon) ist ein US-amerikanischer Musiker (Piano, auch Keyboard) des Modern Jazz.

## Leben und Wirken
Lapidus wuchs im Nordwesten der Vereinigten Staaten in der Nähe von Portland auf. Er stammt aus einer musikalischen Familie; sein Vater spielte Banjo und Gitarre. Mit acht Jahren erhielt er Klavierunterricht; dann spielte er Geige. Er besuchte die Vancouver School of Arts and Academics und studierte dann an der Jacobs School of Music (Indiana University) bei Luke Gillespie und David Baker. Anschließend erhielt er ein Stipendium zum Studium am Ravinia’s Steans Institute for Young Artists, wo er Unterricht bei Rufus Reid und James Moody hatte. 2015 gehörte er zu den Finalisten der Jazz Fellowship Awards, veranstaltet von der American Pianists Association; 2011 war er beim selben Wettbewerb Finalist.
Lapidus begleitete Dee Dee Bridgewater in der NPR-Rundfunksendung Jazz Set sowie bei Voice of America und WBGO. Des Weiteren arbeitete er mit Wycliffe Gordon, Claudio Roditi, Rich Perry, Frank Glover, Corey Christiansen, Bobby Watson, Derrick Gardner, Jon Irabagon, Ralph Bowen, Shannon Forsell und Billy Drummond. Zu seinen musikalischen Einflüssen zählt er Thelonious Monk, Keith Jarrett, Herbie Hancock, Abdullah Ibrahim, Miles Davis und Ornette Coleman. Lapidus lebt und arbeitet in Brooklyn. Im Bereich des Jazz war er zwischen 2009 und 2015 an fünf Aufnahmesessions beteiligt. Gegenwärtig (2019) gehört er dem Peter Brendler Quintet und dem Robert Edwards Quintet an.